# Atròfia vaginal
L'atròfia vaginal comporta un aprimament de la mucosa genital, pèrdua dels plecs rugosos de la vagina i disminució d'elasticitat de l'epiteli vaginal. Els estrògens són els principals responsables del revestiment epitelial de la vagina, per tant, davant qualsevol deficiència d’estrògens, pot aparèixer una atròfia genital. La vaginitis atròfica és la inflamació de la vagina com a resultat de l'atròfia vaginal.

## Símptomes
Els principals símptomes de l’atròfia genital són: pruïja vulvar, sequedat, sagnat, leucorrea i signes inflamatoris. A més, també pot ocasionar prolapses genitals o símptomes miccionals com la disúria, incontinència urinària i infeccions urinàries de repetició. La disparèunia, també és una repercussió freqüent, provocada principalment per la reducció de flux sanguini i de lubricació, afectant l'esfera sexual i disminuint la qualitat de vida. La disparèunia sol comportar una disminució del desig sexual i de la freqüència coital. Altres repercussions associades a la disminució d'estrògens i acompanyants de l'atròfia vaginal són el canvi del cicle de la son i de l'estat mental, trastorns vasculars, trastorns metabòlics, reducció de l'elasticitat de la pell i de la densitat mineral òssia.
Quan aquests canvis succeeixen després de la menopausa, també es coneix amb el terme de “Síndrome Genitourinari en la Menopausa (SGM)”.

## Causes
Les principals situacions que poden ocasionar una disminució en els nivells d'estrògens, i per tant, en les que pot aparèixer una atròfia genital són les següents:
- Abans i durant la menopausa
- Durant la lactància
- Prendre medicació que redueix el nivell d'estrògens (medicaments per al càncer de mama, endometriosi o fibromes)
- Després de tractaments per al càncer (radiació a la regió pelviana o quimioteràpia)
- Després de l'extirpació dels ovaris
- Tabaquisme

## Diagnòstic
Per al diagnòstic, és imprescindible realitzar una anamnesi detallada que faci sospitar al professional sanitari d’aquesta patologia. Un cop finalitzada l’anamnesi és necessària una adequada exploració física i ginecològica. En l'exploració, s'ha d’observar la vulva i introduir un espècul per visualitzar directament l’aparença de la vagina i poder detectar signes com sequedat, parets vaginals més primes i rogenques o pàl·lides. És fonamental també, valorar l'existència d’algun tipus de prolapse genital.
La determinació d’un cultiu de secrecions vaginals ens permet descartar altres causes com la
infecció genital, que pot arribar a produir simptomatologia similar a la de l’atròfia.
Finalment, si és necessari confirmar el diagnòstic, es pot realitzar una analítica de sang
hormonal (hormona fol·liculoestimulant (FSH) i d’estradiol). Això ens permet objectivar el
descens del nivell d’estrògens en sang.

## Tractament
Existeixen diverses línies de tractament, en funció de la simptomatologia que presenti la dona. A continuació, s'exposen mesures no farmacològiques i farmacològiques, tant no
hormonals com hormonals.

### Mesures no farmacològiques
- Activitat sexual: S'ha demostrat que les dones que mantenen relacions sexuals o masturbació, presenten menys símptomes relacionats amb l’atròfia vaginal. L'estímul mecànic de les pràctiques sexuals millora l'elasticitat del teixit i la lubrificació per l'augment del flux sanguini vaginal.
- Dilatadors vaginals: Són dispositius en forma de tub i de diferents mides, la finalitat del qual és ajudar a mantenir l'elasticitat de la vagina. Els dilatadors vaginals ens serveixen com a tractament per la dilatació vaginal i per prevenir l'estretament vaginal.
- Exercicis de Kegel o del sòl pelvià: Exercitar la musculatura del sòl pelvià provoca una millora dels símptomes d'atròfia.
- Índex de Massa Corporal (IMC) major de 27 kg/m²: S'ha associat amb la presència d'atròfia genital. Per tant, mantenir un pes elevat, augmenta el risc de presentar símptomes de sequedat vaginal o disparèunia.[2][5]

### Mesures farmacològiques no hormonals
Dins d'aquest bloc, els lubricants i els hidratants vaginals són els tractaments principals i solen donar resposta a atròfies lleus o moderades. Són els tractaments de primera elecció si existeixen contraindicacions pel que fa als estrògens.
- Hidratants vaginals: La finalitat dels hidratants vaginals és l'alleujament dels símptomes i s'han d'aplicar amb regularitat. No obstant això, els hidratants no són capaços de provocar canvis en les característiques histològiques del teixit, per tant, no reverteix l'atròfia. L'ús regular d'aquest producte, aplicat diverses vegades per setmana, proporciona una millora dels símptomes, ja que ha demostrat millora en la sequedat vaginal i restauració del pH vaginal.
- Lubricants: Aquest producte està destinat per suplir la humitat natural de la zona íntima i s'utilitza durant les relacions sexuals. La seva finalitat és reduir la irritació causada per la fricció del teixit durant les relacions. Hi ha diversos tipus de lubricants: 
  - Base aquosa o hidrosolubles: Són adequats quan s'utilitza preservatiu, ja que aquests materials no deterioren el làtex. A més, aquest tipus de lubricants es netegen fàcilment i no taquen. El principal desavantatge és que l'efecte de lliscament dura poc i cal tornar a aplicar-lo.
  - Base silicona: Són lubricants més duradors gràcies a la seva textura densa. Es desaconsella el seu ús amb les joguines sexuals, en canvi, són compatibles amb el preservatiu.
  - Base oliosa: Aquests lubricants no estan recomanats, ja que no és compatible amb l'ús del preservatiu. A més, és una substància difícil de netejar en les superfícies.
- Àcid hialurònic: L'objectiu d'aquesta teràpia és millorar la consistència i la hidratació dels llavis menors fins que l'àcid hialurònic sigui absorbit fisiològicament per l'organisme. Però, el tractament presenta alguns efectes secundaris típics de l'administració d'àcid hialurònic, com dolor per la injecció o granulomes.
- Làser: Aquest tractament consisteix en l'aplicació de petits polsos d'energia làser sobre la mucosa genital. Es realitza de forma ambulatòria i és pràcticament indolor. L'aplicació del làser estimula la formació de col·lagen, fet que millora la lubricació, la tensió del canal vaginal, la incontinència urinària i la sensibilitat i plaer sexual. A més, disminueix la possibilitat de patir un prolapse genital. Algunes de les complicacions poden ser l'augment del flux vaginal, sensació de coïssor, sagnat escàs i en alguns casos, incontinència d'urgència.[6][4]

### Mesures farmacològiques hormonals
Aquestes opcions s'utilitzen quan els tractaments anteriorment descrits, no són suficients per eliminar la simptomatologia. Aquests productes han de ser recomanats per un professional competent, ja que el tractament hormonal pot presentar diverses contraindicacions.
La tendència és utilitzar la mínima dosi efectiva combinada amb el màxim efecte terapèutic per reduir la possibilitat d'efectes secundaris.
- Estrògens locals: Són hormones administrades de forma local i existeixen diverses formes d'administració: òvuls, cremes o anells. El tractament tòpic no comporta els riscos de salut de l'estrogen sistèmic, ja que només una petita quantitat d'estrogen entra al corrent sanguini. És la teràpia més efectiva per a les dones que refereixen simptomatologia moderada o greu d'atròfia genital. Els estrògens reverteixen els canvis anatòmics propis de l'atròfia: disminueixen el pH i la sequedat vaginal, revasculatitzen l'epiteli i incrementen les secrecions vaginals i el nombre de cèl·lules superficials. És a dir, restauren la flora vaginal normal i redueixen la freqüència d'infeccions vaginals i del tracte urinari. El tractament té una fase d'inici, on s'aplica diàriament, i una fase de manteniment, que s'administrarà dos o tres dies a la setmana. Entre els més utilitzats hi han l'estriol (Blissel) i el promestriè (Colpotrofin).
- Teràpia d'estrògens sistèmica: En aquest tractament, els estrògens actuen sistèmicament, ja sigui amb pastilles, pegats, gels o aerosols. A més, és capaç de millorar altres símptomes causats per la deficiència d'estrògens com els fogots o l'osteoporosi. En ser un tractament que afecta a tot el cos, pot comportar riscos per la salut com són la formació de coàguls sanguinis, per tant, és imprescindible una valoració mèdica abans de la seva administració.[4][5]